# Нагрудний знак «Софія Русова»

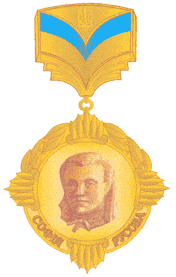
Нагрудний знак «Софія Русова»

Нагру́дний знак «Софі́я Ру́сова» — до 2013 року - заохочувальна відзнака Міністерства освіти і науки України. Відзнаку названо іменем українського педагога та громадської діячки Софії Русової. З 2007 року мала третій (найвищий) ступінь серед відзнак, запроваджених міністерством.

## Відомості про нагороду
11 липня 2005 року затверджено Положення про нагородження нагрудним знаком «Софія Русова».
13 липня 2007 року заохочувальні відомчі відзнаки МОНУ поділили на 3 ступені, нагрудний знак "Софія Русова" було віднесено до ступеня III.
30 липня 2013 з метою уніфікації відомчих нагород нагородження нагрудним знаком "Софія Русова" у якості відомчої заохочувальної відзнаки МОНУ було скасовано.
Знаком нагороджувалися наукові, науково-педагогічні і педагогічні працівники за значний особистий внесок у розвиток дошкільної та позашкільної освіти, які домоглися визначних успіхів у навчанні та вихованні підростаючого покоління, науковому та навчально-методичному забезпеченні дошкільної освіти, підготовці висококваліфікованих педагогічних працівників для дошкільних навчальних закладів.
Подання про нагородження вносилось Міністерству освіти і науки України Міністерство освіти і науки Автономної Республіки Крим, управління освіти і науки обласних, Київської і Севастопольської міських державних адміністрацій, Академія педагогічних наук України, ЦК профспілки працівників освіти і науки України, вищі навчальні заклади.
Рішення про нагородження нагрудним знаком ухвалювалось Колегією Міністерства освіти і науки України, затверджувалося наказом Міністра і публікувалося в газеті «Освіта України».
Питання щодо нагородження нагрудним знаком розглядалось Колегією Міністерства освіти і науки України раз у квартал.